# 安藤直次

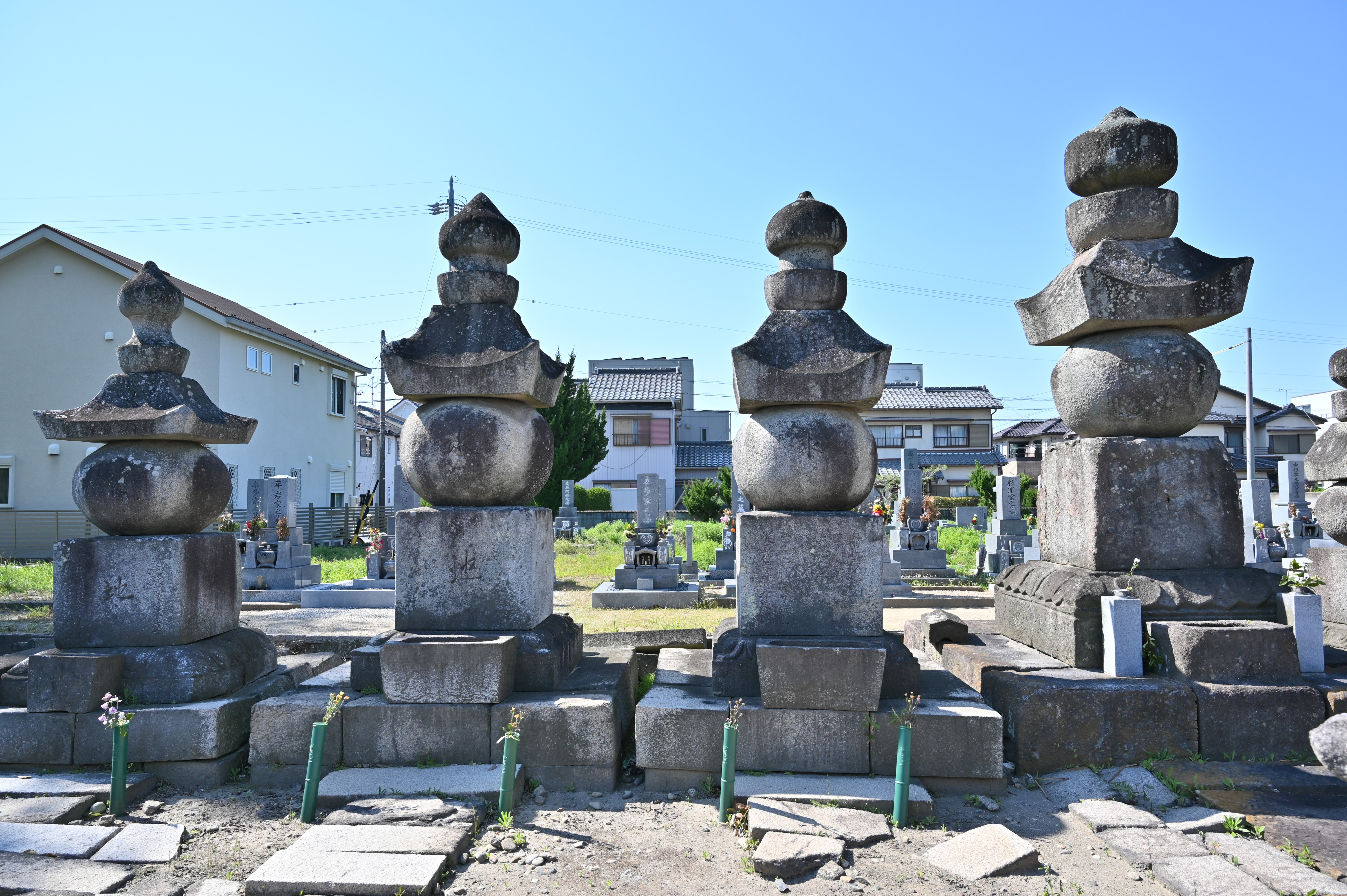
妙源寺にある安藤直次の墓（右）

安藤 直次（あんどう なおつぐ）は、戦国時代から江戸時代前期にかけての武将。紀伊国田辺藩（紀州藩附家老）初代藩主。官位は従五位下・帯刀先生。慶長5年（1600年）から元和2年（1616年）までは幕府老中を務めた。

## 生涯
安藤基能の長男として誕生した。幼少期から徳川家康に仕え、元亀元年（1570年）の姉川の戦いを皮切りに長篠の戦いにも参戦した。
天正12年（1584年）からの小牧・長久手の戦いで弓を失い家康から弓を与えられた。天正18年（1590年）に家康が関東に移されたとき、1,000石の所領を与えられた。慶長5年（1600年）の関ヶ原の戦いでは家康の使番として従軍し、慶長8年（1603年）の家康将軍宣下にも参加して、慶長10年（1605年）正月には武蔵国において2300石の所領を与えられた。そして、本多正純や成瀬正成と共に家康の側近として初期幕政を取り仕切った。
慶長15年（1610年）、家康の命により徳川頼宣（長福丸）付の家老に任じられた。その後も大御所家康の側近として駿河政権に参画し、遠江国横須賀藩主・大須賀忠次の後見人にもなった。慶長19年（1614年）からの大坂の陣では、附家老として年少の頼宣に代わって軍を率いて参戦するほか、頼宣代理として義直代理の成瀬正成と共に軍議に参加した。夏の陣では長男・重能が討ち取られた。
元和3年（1617年）、遠江掛川城主となった。元和5年（1619年）7月19日、頼宣が紀伊和歌山城に移ると、紀州藩附家老として移り、同国田辺城に3万8000石の所領を与えられた。頼宣からは厚く信任を受け、後に頼宣は「自分が大名としていることができるのは、直次がいてくれたからだ」とまで述べている。
寛永12年（1635年）5月13日、死去。享年81。

## 逸話

### 大坂の陣
- 大坂夏の陣で嫡子の重能が戦死して軍が混乱した。従者が重能の遺体を収容しようとしたが、直次は馬上でそれを見ていた。そしてその従者に「（息子の遺体を）犬にでも喰わせろ」と言って見向きもせず、軍の建て直しを優先した。このため軍はいち早く再建された。直次は戦後に重能の死を深く悲しんだという（『常山紀談』）[7]。
- 冬の陣が終了したあと、家康は大坂再征を考えていたが、それは重役の一部しか知らない機密事項であった。あるとき、家康は重役と次の間で大坂再征について密談していたが、そのときたまたま隣の間にいた直次はその密談の内容を聞いてしまったため、密かに陣触れが出ることに備えて出陣準備をした。そして慶長20年の春に家康の陣触れが出ると、直次は一番に家康のもとに着到した。家康は直次が一番にやってきたことや準備をしていたことを褒めたが、直次は家康に密談を聞いてしまったことを正直に明かして「今後の密談は障子を外し、遠方も一目で見通せる座敷がよろしいでしょう」と注意したという（真田増誉の『明良洪範』）[7]。

### その他
- 直次は同年代の同僚たちが1万石の大名に出世しても5000石のままだった。だが直次は文句を言わず、家康に忠実に従った。のちに成瀬正成から、加増がないのに文句を一言も言っていないことを聞かされた家康は、直次の篤実な性格を賞賛して一度に5000石を加増して大名にし、10年間与えるべきであった分を納米として5万石与えた（『安家伝記』、『武将感状記』、『明良洪範』）[7]。
- 本多正純が家康・秀忠の下で権勢が全盛だった頃、直次は「正純はいずれ改易されるだろう」と予言した。その後、正純は加増されたが、直次は「この後を見られよ」と言うだけだった。しかし正純は宇都宮藩に大幅に加増された。多くの者は直次の予言は外れたとみたが、直次は「これで正純の滅びはますます近づいた」と述べた。その理由を尋ねると「正純は上（秀忠）様が上田城の合戦で真田安房に敗れて遅参したとき、その責は軍監であった本多佐渡にあるから切腹させるべきと神君（家康）に申された。父親を息子が切腹させようなど言語道断の曲事であり、いずれ天罰が下るものだ」と述べた。直次の予言どおり、まもなく正純は宇都宮釣天井事件で改易された（『常山紀談』、『雨夜燈』、『燈前夜話』）[7]。
- 若い頼宣が粗暴な振る舞いを行った際、直次が豪腕で主君頼宣を押さえつけた。この際に頼宣の股に傷跡が残ってしまったが、後年になって医師がこれを治そうとした際に頼宣は「今の自分があるのは直次があの時諌めてくれたお蔭である。この傷跡はその事を思い出させてくれるものである」として、治癒を断っている。

## 系譜
- 父：安藤基能
- 母：不詳
- 正室：中根助右衛門娘
  - 長男：安藤重能（1586-1615）
- 継室：本多信俊娘
- 生母不明の子女
  - 次男：安藤直治（1607-1636）
  - 女子：椋原政長（椋原壱岐守政長）[8]室
  - 女子：加賀爪忠澄正室

## 登場作品
- 江戸を斬る 梓右近隠密帳（1973年-1974年、演：島田正吾）
- 徳川家康（1988年、演：阿波地大輔）
- 風雲 柳生武芸帳（1985年、演：早川純一）
- 徳川家康（1983年、演：伊藤博）